# Окурка (річка)
Окурка (крим. Okurka) — річка в Україні, на Кримському півострові. Ліва притока Качі (басейн Чорного моря).

## Опис
Довжина річки приблизно 3,71 км, найкоротша відстань між витоком і гирлом — 3,55 км, коефіцієнт звивистості річки — 1,05 . Річка формується 1 безіменним струмком та 2 загатами.

## Розташування
Бере початок на північно-західній стороні від гори Дорт-Тепе. Тече переважно на північний схід через урочище Мисливське і на південно-східній стороні від села Синапне впадає у річку Качу.